# Pascua caudilinea
Pascua caudilinea är en fiskart som beskrevs av Randall 2005. Pascua caudilinea ingår i släktet Pascua och familjen smörbultsfiskar. Inga underarter finns listade i Catalogue of Life.